# Perdita di libri nella tarda antichità
La perdita di libri nella tarda antichità fu uno fra gli eventi che segnarono più di tutti la cultura, la letteratura, la filosofia e più in generale l'intero patrimonio culturale dell'Occidente. 

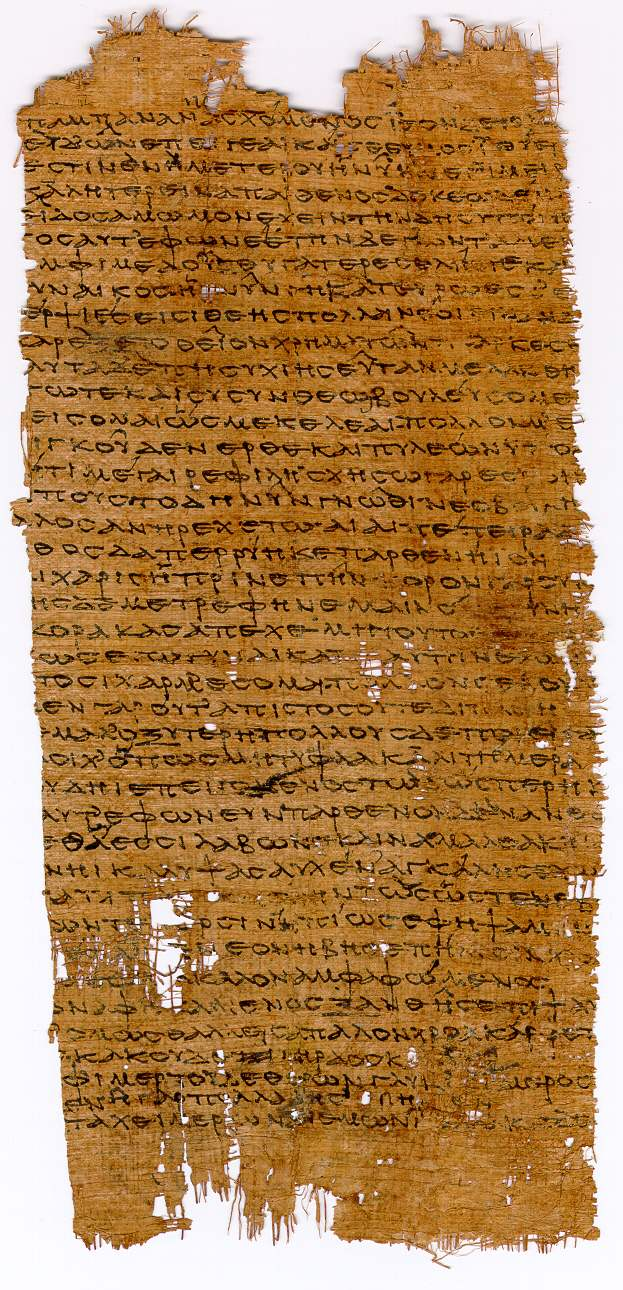
Un papiro in greco antico che riporta alcuni versi di Archiloco.

Essa rappresenta infatti,per le conoscenze espresse nella letteratura greca e latina, una profonda frattura che, a causa dell'esiguo numero di opere che sono giunte fino ai giorni nostri, risulta essere insanabile. La maggior parte dei testi antichi sono conservati sotto forma di copie medievali, mentre pochissime sono le opere originali (la maggior parte sono infatti divise in frammenti).
Le cause che hanno portato a tale enorme perdita letteraria sono diverse e ancora oggi assai dibattute dagli studiosi. Molti ricercatori sono concordi nel vedere la crisi del III secolo come una delle tappe fondamentali che hanno portato a questa perdita. Esistono infatti testi che descrivono delle vere e proprie distruzioni sistematiche degli scritti apologetici e filosofici cristiani durante le persecuzioni contro i cristiani e delle opere di matrice pagana nel corso della cristianizzazione dell'Impero Romano. Tra le altre cause che vanno ricercate è da citare il declino culturale scatenato dalle turbolenze originate dai flussi migratori delle popolazioni barbariche verso l'Impero romano. Infatti, proprio in questo periodo molte collezioni di manoscritti furono le vittime più illustri dei saccheggi e delle razzie perpetrate dai barbari. Inoltre, influì molto anche il cambiamento del supporto con il quale si producevano e replicavano i testi antichi. Proprio nella tarda antichità, infatti, avvenne, pur sempre in maniera graduale, l'ascesa della pergamena a scapito del papiro e quella del codice a scapito del rotolo. Tutto ciò, coniugato a un cambio dei canoni letterari e del sistema d'insegnamento, contribuì probabilmente alla perdita di diverse opere antiche.
Mentre nell'Impero bizantino la cultura e la tradizione letteraria antica riuscì pressappoco a mantenersi fino alla caduta di Costantinopoli (è comunque doveroso ricordare che i testi venivano rigorosamente letti in chiave esclusivamente cristiana), con l'inizio dell'alto medioevo nell'Occidente ormai completamente cristiano solo una piccola percentuale di persone molto benestanti e colte tentò di conservare il patrimonio della cultura antica, selezionando gli autori considerati all'epoca più "autorevoli". Fra coloro che appartenevano a questa piccola percentuale di eruditi vi era il politico Cassiodoro, che, operando sotto il regno di Teodorico il Grande, salvò diversi testi della letteratura antica (si parla all'incirca di 100 codici) riposti nel monastero da lui fondato: il Vivarium. Tuttavia, fra il VII e VIII secolo, molti manoscritti andarono perduti a causa della pratica del palinsesto, che consisteva nel cancellare e riscrivere sopra un vecchio scritto a causa dell'alto costo dei materiale usati per la scrittura. In epoca successiva, durante la rinascenza carolingia, si iniziò ad avere più cura ed attenzione per i manoscritti classici, anche se la partica del palinsesto non cessò del tutto.
Soltanto con l'introduzione della tecnica di stampa a caratteri mobili nel 1455 i testi antichi poterono finalmente "solidificarsi" nel tempo, diventando gradatamente accessibili anche a una cerchia più ampia di lettori.

## Il numero dei testi greci e latini
Secondo alcune stime sono circa duemila gli autori della letteratura greca precedenti al 500 i cui nomi sono pervenuti ai tempi odierni. Solo di 253 di loro sono stati conservati gli scritti o frammenti di essi. Per quanto riguarda la letteratura latina, sono conosciuti circa 772 autori, di cui solo di 144 è presente qualche traccia scritta. Basandosi su tali dati, si è stimato che oggi sia pervenuto meno del 10% di tutta la letteratura antica occidentale. Questi duemila nomi non rappresentano che una minima parte di quelli che dovevano essere gli innumerevoli autori del mondo classico.

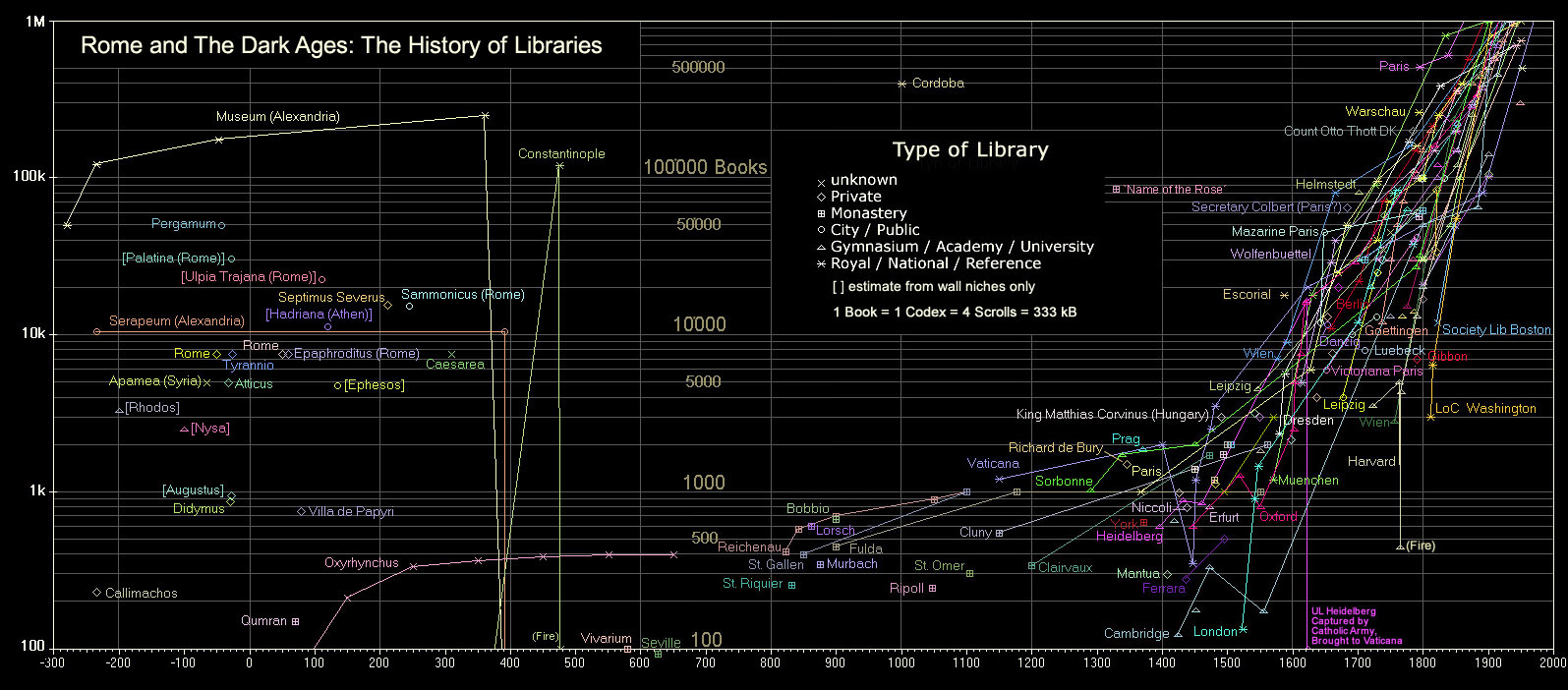
Grafico che mostra l'andamento della perdita dei libri nella tardo antichità.

Per comprendere meglio la vastità della produzione antica, bisogna guardare ai numeri di opere che le più grandi biblioteche del tempo conservavano. Ad esempio, la Biblioteca di Alessandria, che operò dal 235 a.C. al 47 a.C., conservava all'incirca dai 490.000 a 700.000 rotoli, la maggior parte dei quali erano scritti in greco antico. Sappiamo dunque che la produzione di produzione di rotoli nel mondo greco era almeno di 1.100 all'anno circa. Se consideriamo dunque la produzione letteraria dall'anno 350 fino alla fine dell'età classica, arriveremmo ad avere all'incirca un milione di rotoli scritti.
Tali statistiche mostrano quanto la perdita dei libri nella tarda antichità sia stato un evento disastroso per il patrimonio culturale occidentale: a titolo di confronto,  solo nel XIX le biblioteche europee si trovarono a custodire un numero di volumi paragonabile a quello dell'età classica. Infatti, il numero dei testi antichi che ci sono pervenuti (senza contare le epigrafi) si aggira intorno alle tremila opere, di cui mille sono in latino, la maggior parte delle qualo è conservata in pochi frammenti.

## La perdita dei libri

### Il patrimonio antico
Nell'antichità esistevano numerose biblioteche, sia pubbliche sia private (solo a Roma, in età imperiale, c'erano ben 350 biblioteche, di cui 29 erano pubbliche). Una biblioteca di media grandezza e capacità conteneva all'incirca dai 20.000 ai 50.000 rotoli. Per quanto riguarda le grandi biblioteche dell'antichità, quella di Alessandria primeggiava su tutte. Essa contava ben 490.000 rotoli durante il periodo ellenistico (40.000 in meno dopo che Cesare ne bruciò la sezione che si affacciava sul porto), mentre quella situata a Pergamo conteneva ben 200.000 volumen. In età imperiale avanzata diverse città costruirono biblioteche delle stessa capienza circa. Le biblioteche erano infatti diventate uno status symbol necessario affinché una città venisse considerata grande.
Per quanto riguarda le dimensioni delle biblioteche romane, gli scavi archeologici sono ancora in corso ed è dunque difficile stabilire l'esatta capienza anche di quelle più importanti. Secondo i recenti scavi, le due biblioteche romane più importanti, quella sul colle Palatino e quella situata nella città di Colonia Ulpia Traiana (attuale Xanten, Germania), contenevano all'incirca 100.000 codici ciascuna. Tuttavia, secondo le ipotesi di molti studiosi erano probabilmente presenti anche altre sezioni di cui gli scavi archeologici non hanno ancora rivelato nulla.

### Le possibili cause
Si è soliti considerare la perdita degli scritti classici come un tratto caratteristico soltanto della tarda antichità. Tuttavia, già durante la prima fase imperiale molte opere andarono incontro alla censura voluta dai princeps. Ad esempio uno dei casi più famosi è quello dello storico Tito Labieno, le cui opere furono interamente bruciate su ordine di Augusto in quanto in esse venivano mosse diverse critiche al suo operato.
Un altro fattore che portò alla perdita di diverse opere fu la diffusa pratica del palinsesto. Essa consisteva nel cancellare e riscrivere sopra un papiro o una pergamena già scritta. La diffusione di tale pratica è principalmente dovuta agli alti costi e alla difficile reperibilità dei supporti da scrittura. Inoltre, con la diffusione del cristianesimo in tutto l'Impero, molti ricopiatori ed eruditi del tempo iniziarono gradatamente a non considerare degni di essere studiati o ricopiati i testi di matrice pagana. Pertanto, diverse opere non cristiane non furono più ricopiate e il loro destino fu quello di "marcire" nelle biblioteche delle abbazie. È dunque un'opinione molto diffusa fra gli studiosi quella che la cristianizzazione dell'impero sia inevitabilmente stata uno dei fattori più significativi nella perdita di libri nella tarda antichità.

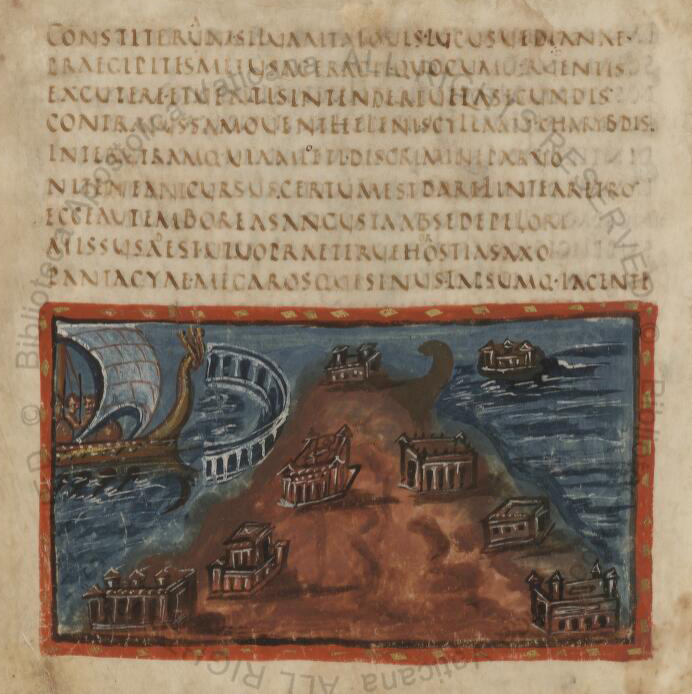
Pagina del Virgilio vaticano, uno dei manoscritti più antichi a noi giunti.

Alcuni studiosi avanzano anche l'ipotesi che i papiri siano poco durevoli e più soggetti al passare del tempo, tuttavia diversi papirologi hanno avanzato delle critiche a questa teoria. I filologi Colin Henderson Roberts e Theodore Skeat, nel saggio del 1983 da loro pubblicato The Birth of the Codex, citando alcune opere su papiro ben conservate, trassero la conclusione che quest'ultimo, in condizioni che potremmo definire normali per la conservazione, non è per nulla inferiore in termini di durabilità agli altri supporti per la scrittura. Qui di seguito è riportato dal The Birth of the Codex il passo preciso in cui ciò viene affermato:
La durabilità di entrambi i materiali (papiro e pergamena) in condizioni normali non è da mettere in discussione. Si potrebbero citare un gran numero di papiri rinvenuti che testimoniano la loro lunga conservazione della scrittura.

– The Birth of the Codex, Colin Henderson Roberts e Theodore Skeat
Studi ancora più recenti hanno dimostrato che il papiro possiede una lunga conservabilità. Basandoci su alcuni scritti dell'epoca, sappiamo che intorno al III secolo d.C. in una biblioteca della città di Roma si potevano trovare e leggere diversi rotoli di papiro vecchio risalenti a 300 anni prima. Inoltre, i Codices Latini Antiquiores, un catalogo del 1934 contenente tutti i manoscritti latini e curato dal paleografo Elias Avery Lowe, contiene 7 codici papiracei, scritti tra il 433 e il 600, che si sono perfettamente conservati fino ai giorni nostri. Uno di essi, scritto intorno al 550 e conservato a Vienna, è formato da ben 103 pagine ancora molto ben leggibili. Per tali ragioni, molti studiosi sostengono quindi che la perdita dei libri nella tardo antichità non possa essere semplicemente spiegata con questa presunta mancanza di durabilità dei papiri.
Un'altra delle possibili cause della perdita di libri tarda antichità che è stata ipotizzata e avanzata da diversi studiosi è quella del calo demografico avvenuto in diverse città dell'impero sul finire dell'età classica. Infatti, a partire dal 400 circa, quasi improvvisamente furono scritti e ricopiati molti meno libri di quanto non venisse fatto già mezzo secolo prima. L'esempio più eclatante che avvalora tale teoria è quello dei codici rinvenuti nella città egiziana di Ossirinco. Lì furono infatti rinvenuti ben 655 manoscritti risalenti al II secolo e 489 del III secolo, mentre ne furono ritrovati solo 119 risalenti al IV secolo e appena 92 del V secolo. Nel VII secolo, periodo in cui Ossirinco venne definitivamente abbandonata, furono prodotti solo 48 manoscritti che sono giunti a noi. C'è ancora un dibattito fra gli studiosi per lo specifico caso di Ossirinco, in quanto è molto difficile stabilire quanto questo calo nella produzione letteraria sia da attribuire al calo demografico e non alle frequenti razzie che avvenivano all'epoca in quella zona.
Tuttavia, sempre per quanto riguarda la teoria del calo demografico, la pubblicazione dei Codices Latini Antiquiores ha messo in luce una situazione simile a quella di Ossirinco anche per l’Europa. Infatti, rispetto all'amplissima produzione dell'età classica, ci sono pervenuti soltanto 150 manoscritti, databili fra il 400 e il 700 d.C., di cui ben 100 furono rinvenuti in Francia. Possiamo mettere in relazione questi numeri non soltanto con la tradizione precedente, ma anche con quella successiva. Infatti, intorno al 900 d.C. le biblioteche monastiche di Lorsch, Bobbio e Reichenau contenevano ciascuna circa 700 manoscritti, per lo più redatti negli anni successivi al 750. Non a caso, proprio in questo periodo si stava consumando in Europa la rinascenza carolingia, che fra le varie conseguenze portò anche a un rialzo demografico.
L'ultimo importante fattore a cui molti studiosi fanno riferimento quando cercano di analizzare le cause della perdita dei libri nella tarda antichità è la cristianizzazione dell'impero romano. Infatti, molti padri della chiesa non vedevano di buon occhio la letteratura classica e spesso ne vietarono la lettura ai fedeli. Tertulliano, intorno al 200, in una delle sue opere affermò che, al pari delle prostitute, i filosofi e pensatori pagani erano destinati a finire all'inferno non appena la morte li avesse colti. Diversi secoli dopo, Isodoro di Siviglia, uno dei pensatori più influenti del primo medioevo, mise in guardia i suoi lettori proprio dai filosofi e dai poeti pagani. Tutto questo astio nei confronti della produzione classica ha sicuramente contribuito almeno in parte alle perdita dei manoscritti nella tarda antichità.

## Contesto storico
Il periodo fra il 350 e l'800 fu quello decisivo per quanto riguarda la conservazione e la perdita degli scritti classici. Ciò è denotato soprattutto da una leggenda diffusasi proprio durante il medioevo e che vedeva come protagonista papa Gregorio Magno (540–604), uno dei pensatori più autorevoli di questo periodo caratterizzato dalla perdita dei manoscritti. Secondo tale mito, Gregorio avrebbe fatto bruciare la grande biblioteca Palatina a Roma al fine di limitare la diffusione delle credenze pagane. Secondo degli studi moderni, possiamo affermare con quasi assoluta certezza che papa Gregorio non ha mai dato l'ordine di distruggere la biblioteca Palatina, la cui fine è ancora oggi avvolta dal mistero (la biblioteca sembra infatti scomparire bruscamente dagli atti intorno al V secolo). Tuttavia, il solo fatto che questa leggenda abbia avuto un tale successo durante l'alto medioevo denota il clima generale con cui venivano percepiti i testi classici, tant'è che è proprio a causa di questi miti che i pensatori del rinascimento e poi dell'illuminismo hanno incominciato a riferirsi in modo dispregiativo al periodo medioevale chiamandolo i "secoli bui".

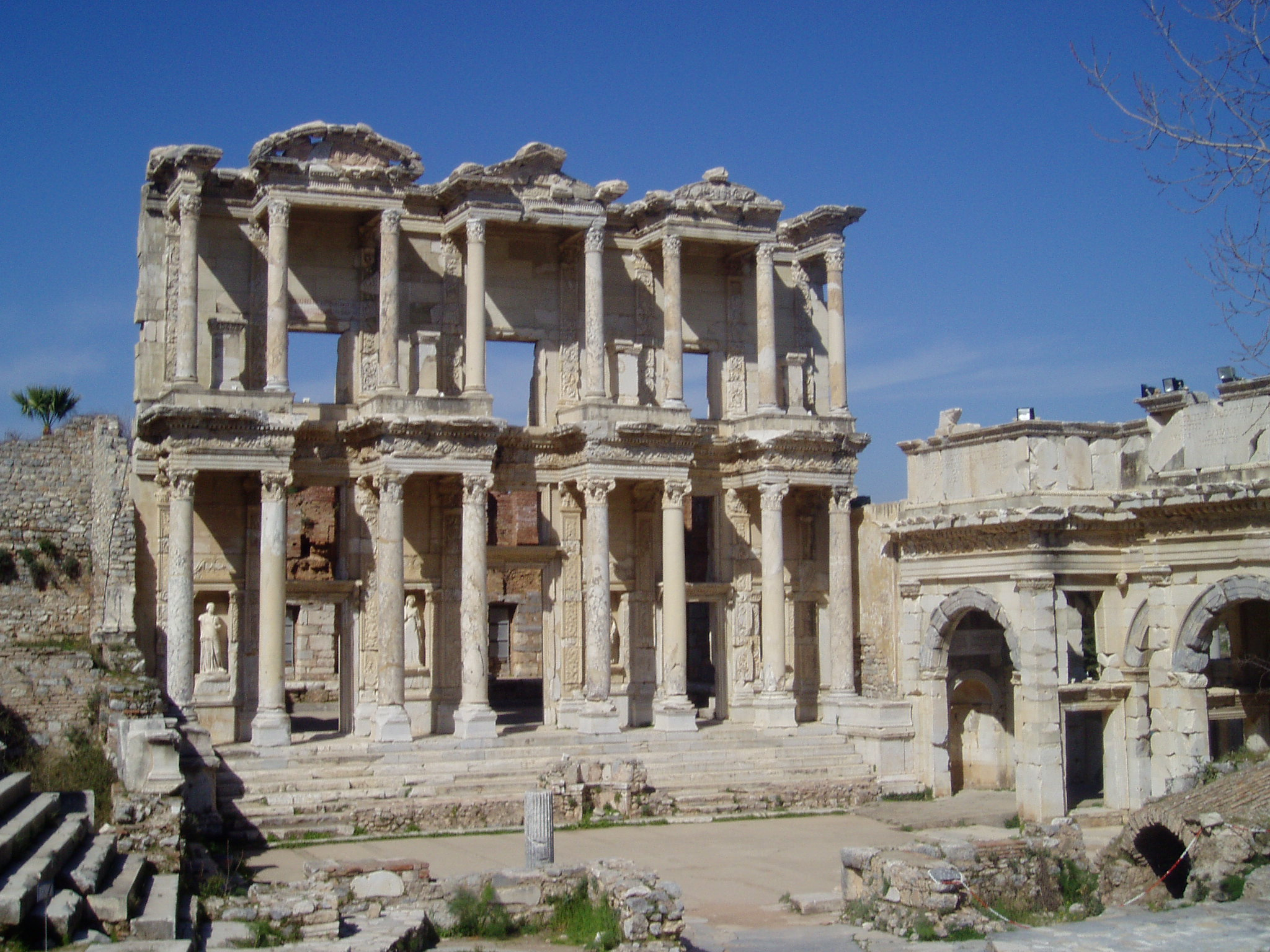
La facciata della Biblioteca di Celso, situata a Efeso. L'edificio conteneva all'incirca 12.000 pergamene, le quali furono tutte distrutte durante un incendio avvenuto verso la fine del III secolo.

Ad ogni modo, il rapporto fra il contesto storico e la perdita dei libri nella tarda antichità è stato un tema dibattuto riletto sotto luci diverse fino al XIX secolo circa. Infatti, un ruolo fondamentale in tale dibattito lo giocò la religione a cui ogni singolo studioso apparteneva, ad esempio diversi storici protestanti o secolare erano soliti vedere nella chiesa cattolica delle origini l'unica causa della perdita dei manoscritti. Questa era una chiara visione formulata in chiave anticattolica, mentre dall'atro canto gli studiosi di matrice cattolica attribuivano tale perdita all'inevitabile declino della cultura classica. In ogni caso, non fu mai raggiunto un vero e proprio consenso specialmente a causa della mancanza di fonti dell'epoca che trattassero questo specifico argomento. Oggi, il dibattito è stato inglobato in quello riguardante le ragioni della caduta dell’Impero Romano d’Occidente, le cui cause sono ancora molto discusse all'interno degli atenei.

### V secolo: il culmine delle lotte religiose
Fra il 300 e l'800 d.C. si verificarono ripetuti eventi in cui diverse biblioteche vennero rase al suolo o bruciate. Tali eventi non erano causati soltanto dall'uomo, ma talvolta erano anche il frutto di alcune catastrofi naturali. Ad esempio, l'ultima grande biblioteca del mondo antico, la Biblioteca di Costantinopoli, fu distrutta da un incendio naturale intorno al 475, il quale bruciò anche tutti i 120.000 codici che essa conservava. Ad ogni modo, diverse biblioteche furono distrutte dall'uomo stesso e ciò avvenne spesso durante le lotte fra il cristianesimo e il paganesimo.
Il periodo che ruota intorno al 391, anno in cui Teodosio I bandì e vietò ogni culto pagano nell'Impero romano, è spesso visto dagli storici come il periodo culmine delle lotte religiose tra i cristiani e i pagani. Ci sono tuttavia alcune obiezioni a questa tesi. Infatti, l'antichista Alan Cameron, in uno studio, ha sostenuto che questi contrasti tra le due religioni non furono un tratto caratteristico solo del periodo compreso tra la fine del IV secolo e l'inizio del V. A favore di tale tesi, egli fece notare che già una quarantina d'anni prima, dopo la morte dell'ultimo imperatore pagano Giuliano l'apostata, il Senato romano, nonostante fosse sempre più “cristianizzato”, avesse al suo interno una minoranza molto significativa di senatori pagani, i quali ricoprirono tale carica fino agli inizi del secolo successivo.
Ad ogni modo, i segni della lotta fra i cristiani e i pagani poterono già essere visibili con Costantino il Grande. Infatti, quest'ultimo diede l'ordine di demolire diversi templi pagani e il precettore dei suoi figli, l'astrologo cristiano Firmico Materno, li raccomandò, nella sua opera De errore profanarum religionum, che, quando avranno loro il potere, dovranno sradicare tutte le religioni non cristiane, distruggere i loro templi e la loro "profana" cultura.
La distruzione dei luoghi di culto e delle biblioteche pagane era diventata un problema serio già agli inizi del V secolo, tant'è che l'imperatore Onorio, nel 399, emanò un decreto con il quale stabiliva che le pubbliche autorità avevano il compito di proteggere le opere pubbliche che venivano sistematicamente distrutte dai cristiani. Lo stesso anno, l'imperatore, viste le diffuse violenze, dovette emanare un altro decreto, il quale vietava ai cristiani di perpetrare violenza ai pagani durante la distruzione di un tempio o di qualunque altra opera pubblica. Nel 408, Onorio, vista la negativa risposta dei cristiani a quei due decreti e soprattutto al fine di limitare altri bagni di sangue, emanò una nuova legge con la quale ordinava la distruzione di tutte le opere d'arte di matrice non cristiana. Si legge infatti nel documento: "Qualunque immagine che si trova ancora nei templi o nei santuari e che è stata oggetto di venerazione da parte dei pagani negli ultimi tempi e in quelli addietro deve essere sistematicamente distrutta dalle autorità”.
Una delle vittime più illustri di tali distruzioni fu il Serapeo di Alessandria, il quale, oltre ad essere un tempio, conservava anche alcuni codici antichi, tant'è che fu per secoli utilizzato dagli alessandrini come biblioteca pubblica della città. Ad ogni modo, il tempio fu distrutto da dei fanatici cristiani nel 391, dopo che questi ultimi uccisero in un vero e proprio bagno di sangue diversi pagani che cercavano di difendere la struttura. La stessa sorte toccò anche al Museo di Alessandria, il quale conteneva una grande biblioteca cittadina, anche se le fonti che ci sono pervenute non sono del tutto chiare riguardo alla sua distruzione. Intorno al 520, il filosofo aristotelico Giovanni Filopono ricordò con nostalgia nei suoi scritti il grande Serapeo di Alessandria e il suo Museo, affermando che il giorno in cui furono distrutti non morirono solo dei pagani, ma anche parte della cultura classica.
Le Res gestae di Ammiano Marcellino fanno addirittura riferimento a delle vere e proprie persecuzione ed esecuzione riservate alle persone che erano state accusate dai cristiani di possedere libri di matrice pagana. I loro codici venivano bruciati pubblicamente e, temendo lo stesso destino, molti proprietari di biblioteche si sbarazzarono di tutti i testi classici che possedevano, tant'è che lo stesso Ammiano afferma che molto biblioteche furono: "chiuse per sempre, come delle tombe". Intorno al 415, lo storico cristiano Paolo Orosio, visitando Alessandria e Roma, asserì che vide diverse biblioteche con molti scaffali completamente vuoti. Tutte queste testimonianze mostrano quanto le lotte religiose fra pagani e cristiani abbiano influito sulla perdita dei manoscritti nella tarda antichità.

### La guerra greco-gotica e la perdita dei manoscritti nel VI secolo
Sappiamo che dalla metà del VI secolo, la maggior parte degli scritti che formano la cultura classica non erano più accessibili in occidente, se non per pochissimi intellettuali che appartenevano a una ristretta e agiata élite, come il politico Quinto Aurelio Memmio Simmaco e il filosofo Severino Boezio. Successivamente, a causa della devastante guerra greco-gotica voluta dall'imperatore Giustiniano, la penisola italiana, culla della civiltà e della cultura romana, fu privata non solo di molti manoscritti che testimoniavano tale patrimonio, ma anche di tutta quell'élite che era in grado di avervi accesso. Ciò rappresentò un punto di svolta fondamentale per l'occidente altomedievale, infatti, con la rapida perdita di diversi manoscritti a causa di questa atroce guerra, fu tolta all'intera Europa una grande fetta del suo patrimonio letterario.
Già i contemporanei si resero conto dei disastrosi danni che la guerra greco-gotica stava procurando alla cultura e alla letteratura classica. Uno di questi fu infatti il famoso politico Cassiodoro. Egli visse in Italia la maggior parte della sua vita e fu senatore e magister officiorum del re ostrogoto Teodorico il grande. Durante la guerra gotica, dopo aver effettuato un soggiorno letterario a Costantinopoli intorno al 540 in cui imparò alla perfezione il greco (conosceva già il latino e il gotico), si dedicò alla raccolta e alla salvezza di diverse opere classiche, fondando l'ormai perduto monastero del Vivarium. Qui, Cassiodoro raccoglieva e traduceva dal greco al latino tutti quei libri che giudicò fondamentali e portanti per la cultura europea. In diverse sue lettere, Cassiodoro affermò proprio che il suo obiettivo principale era quello di salvare la cultura classica, tant'è che fu lui il primo a rendere obbligatoria l'attività di copiatura per i monaci, dando origine alla figura dell'amanuense.

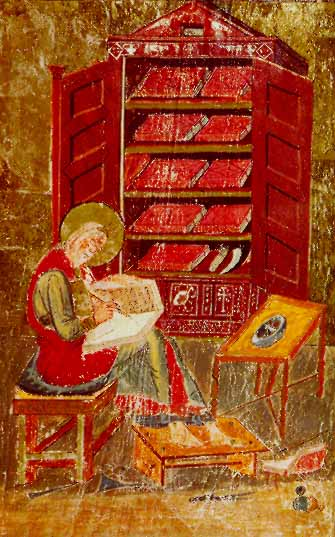
Rappresentazione di una libreria (armarium) altomedievale contenente una decina di codici.

Grazie alla sua posizione agiata e ai suoi ampi contatti con l'oriente, Cassiodoro riuscì a procurarsi i libri fondamentali che ormai mancavano all'occidente. Infatti, diversi studiosi hanno effettuato degli studi sulla capienza della biblioteca del Vivarium e sui manoscritti in essa conservati e hanno scoperto Cassiodoro conosceva e possedeva pressa poco gli stessi testi classici che noi oggi abbiamo. Dunque, il suo patrimonio culturale, che ammontava all'incirca a 100 codici, è quello che ha plasmato e formato la conoscenza che l'Europa ancora oggi possiede sul mondo classico. La maggior parte dei manoscritti a cui abbiamo accesso sono passati prima proprio attraverso il Vivarium.
Tuttavia, Cassiodoro non fu l'unico a occuparsi della salvezza del patrimonio classico. Analogamente, anche il vescovo Isidoro di Siviglia, il quale operò in Spagna tra il 560 e 636, curò una biblioteca che conservò diversi manoscritti che proprio per questo rimasero accessibili durante tutto il medioevo. Il filologo Paul Lehmann effettuò diversi studi sulla biblioteca di Isidoro, arrivando alla conclusione che essa era più ridotta rispetto a quella di Cassiodoro, contenendo all'incirca la metà dei codici.
Ad ogni modo, queste rimangono le uniche due grandi biblioteche del VI secolo, mentre quelle dei monasteri contenevano al massimo solo 20 codici. Dunque, è proprio fra il V e il VI secolo che la maggior parte dei testi classici andarono perduti e distrutti.

### Il declino e il cambiamento delle città antiche
Molte città situate nella parte occidentale dell'Impero Romano, soprattutto in Gallia e in Britannia, furono completamente rase al suolo dalle invasioni barbariche durante il corso del V secolo. Ad esempio, la città di Augusta Treverorum (odierna Treviri, Germania), sede della Prefettura del pretorio delle Gallie, fu più volte saccheggiata e incendiata dai barbari e, nonostante alcune opere come la Chronica Gallica riuscirono a sopravvivere, quasi tutti manoscritti subirono un destino peggiore.
Dall'altra parte, nelle zone più interne dell'Impero e dunque meno soggette alle razzie dei barbari, le città vennero largamente ristrutturate e riorganizzate. Nei secoli precedenti, l'organizzazione e la manutenzione degli edifici pubblici, comprese le biblioteche pubbliche, erano affidate ai dei volontari, i quali spesso erano dei cittadini molto facoltosi che per accumulare prestigio e onore si incaricavano di tali compiti. Tuttavia, già durante il terzo secolo sempre più città scrivevano a Roma lamentandosi che sempre meno cittadini erano disposti a diventare gli organizzatori volontari delle varie opere pubbliche e durante il V e il VI secolo molte fra tali infrastrutture (fra cui tante biblioteche) caddero in abbandono. Le città affidarono dunque la direzione di questi luoghi agli influenti vescovi locali, che, quando dovettero occuparsi delle biblioteche, provvidero a eliminare qualunque testo non fosse conforme alla dottrina cristiana. Non a caso, proprio in questo periodo, come viene affermato da Teodoreto di Cirro e Giovanni Crisostomo, forme di intrattenimento di matrice non cristiana come il teatro, gli eventi musicali e quelli sportivi furono proibite in molte di quelle città in cui erano i vescovi ad amministrare l'apparato pubblico.